# Younes Boumehdi
 (septembre 2022).
La mise en forme du texte ne suit pas les recommandations de Wikipédia : il faut le « wikifier ».
Les points d'amélioration suivants sont les cas les plus fréquents :
- Les titres sont pré-formatés par le logiciel. Ils ne sont ni en capitales, ni en gras.
- Le texte ne doit pas être écrit en capitales (les noms de famille non plus), ni en gras, ni en italique, ni en « petit »…
- Le gras n'est utilisé que pour surligner le titre de l'article dans l'introduction, une seule fois.
- L'italique est rarement utilisé : mots en langue étrangère, titres d'œuvres, noms de bateaux, etc.
- Les citations ne sont pas en italique mais en corps de texte normal. Elles sont entourées par des guillemets français : « et ».
- Les listes à puces sont à éviter, des paragraphes rédigés étant largement préférés. Les tableaux sont à réserver à la présentation de données structurées (résultats, etc.).
- Les appels de note de bas de page (petits chiffres en exposant, introduits par l'outil «  Source ») sont à placer entre la fin de phrase et le point final[comme ça].
- Les liens internes (vers d'autres articles de Wikipédia) sont à choisir avec parcimonie. Créez des liens vers des articles approfondissant le sujet. Les termes génériques sans rapport avec le sujet sont à éviter, ainsi que les répétitions de liens vers un même terme.
- Les liens externes sont à placer uniquement dans une section « Liens externes », à la fin de l'article. Ces liens sont à choisir avec parcimonie suivant les règles définies. Si un lien sert de source à l'article, son insertion dans le texte est à faire par les notes de bas de page.
- La présentation des références doit suivre les conventions bibliographiques. Il est recommandé d'utiliser les modèles {{Ouvrage}}, {{Chapitre}}, {{Article}}, {{Lien web}} et/ou {{Bibliographie}}. Le mode d'édition visuel peut mettre en forme automatiquement les références.
- Insérer une infobox (cadre d'informations à droite) n'est pas obligatoire pour parachever la mise en page.

Pour une aide détaillée, merci de consulter Aide:Wikification.
Si vous pensez que ces points ont été résolus, vous pouvez retirer ce bandeau et améliorer la mise en forme d'un autre article.
Pour les articles homonymes, voir Boumehdi.
Younes Boumehdi (en arabe : يونس بومهدي); né le 29 juin 1970 à Rabat au Maroc, est un entrepreneur et homme d'affaires marocain. Il est le Directeur général et fondateur de Hit Radio. Lancée en 2006, c'est la première radio musicale à destination de la jeunesse marocaine,.
Après des débuts dans la distribution et la communication, Younes Boumehdi dépose en 1993 une demande de licence radio qu'il a obtenu en 2005 pour lancer Hit Radio au Maroc, durant le mouvement de libéralisation de l'audiovisuel.
Depuis 2012, il a pu étendre Hit Radio à plusieurs pays africains, et en 2020 en quête de diversification du groupe, il a lancé Radio Azawan, une radio thématique régionale diffusant dans le sud du Maroc.

## Biographie

### Origines et études
Younes Boumehdi naît le 29 juin 1970 à Rabat. Son père est le Général Mohamed Ben Boumehdi, un médecin militaire de formation. 
Il effectue sa scolarité à Rabat jusqu'à l'obtention de son Baccalauréat économique au Lycée Descartes en 1988. Il intègre l'EBS Paris pour y poursuivre des études en Marketing et Communication en (1989-1992).
Après ses études, Younes Boumehdi est recruté par une société de distribution d’antennes de télévisions et de décodeurs. Puis avec un associé, il crée une entreprise de distribution de produits chimiques appelée Medi Système.

### Hit Radio
Passionné de radio et de musique, il s'intéresse très tôt à l'évolution des stations de radios en Europe et réfléchit à fonder au Maroc une radio pour les jeunes. Il dépose une demande de licence de radio, juste après avoir assisté à Infocom, assises organisées en avril 1993 à Rabat et qui constituèrent le début d’une prise de conscience des pouvoirs publics pour la libéralisation des ondes.
Avec l’entrée en vigueur de la loi sur la libéralisation du paysage audiovisuel, son projet Hit Radio est sélectionné au même titre que 9 autres stations de radio marocaines par la Haute Autorité de la Communication Audiovisuelle en 2006. 
Hit Radio commence à émettre dès le 1er juillet 2006, en étant la première radio au Maroc qui s'est donnée une mission citoyenne et a fait de la libre antenne à destination des jeunes. 
En 2019, Younes Boumehdi a confirmé que Hit Radio cible une introduction en bourse pour chercher de nouvelles sources de financement pour appuyer les projets de développement, dont le lancement d'un bouquet de cinq chaines de télévision thématiques,.

## Engagement citoyen
Younes Bouhmedi est un militant pour les droits de l'homme, qui contribue à la démocratisation du Maroc en parrainant des initiatives qui œuvrent pour le changement, notamment à travers la ligne éditoriale de Hit Radio.
En 2018, Younes Boumehdi crée la Fondation Génération Libre, une association marocaine à but non lucratif strictement neutre politiquement, visant à développer, encourager et promouvoir la culture et la citoyenneté au Maroc, et qui porte les valeurs de Fierté, Liberté et Espoir auprès des jeunes.
Génération libre promeut les campagnes Mantsayadch et Sme3 Sawty, qui sensibilisent les jeunes pour voter aux élections. Le morceau "Mantsayadch" produit par Hit Radio en 2014 avec les artistes Ahmed Soultan, Dizzy Dros, DJ Van, Manal BK, Muslim, et Shayfeen, fut un succès et a généré plus de 18 millions de vues sur YouTube et a contribué significativement à la prise de conscience des marocains sur le sujet, grâce à une puissante médiatisation dont la campagne a pu bénéficier pour ouvrir le débat.